# Torneo de Winston-Salem
El Torneo de Winston-Salem (denominado Winston-Salem Open) es un torneo oficial de tenis masculino de la categoría ATP 250 que se celebro por primera vez en la temporada 2011 del calendario de la Asociación de Tenistas Profesionales. Este torneo se realizó en Long Island hasta el año 2004 y después en New Haven hasta el 2010, quedandose esta última solamente con el torneo WTA.
El torneo se juega en pista dura al aire libre en las instalaciones de Wake Forest Demon Deacons de la Wake Forest University. Forma parte del US Open Series y se disputa la semana anterior al Abierto de Estados Unidos.

## Historia
El torneo comenzó su andadura en Jericho (Long Island) como una exhibición de partidos individuales entre cuatro jugadores en 1981. El evento, inicialmente conocido como Hamlet Challenge Cup, se convirtió en un cuadro de competición más grande y vio ganar a numerosos jugadores destacados de la década de los 80, incluidos unos Ivan Lendl y Andre Agassi de dieciocho años en 1988. En 1990 el torneo pasó a formar parte de la gira al ingresar al circuito recién creado de la Asociación de Tenistas Profesionales (ATP), siendo patrocinado por numerosas empresas desde 2002 hasta su traslado a New Haven.
En 2005 la USTA decidió comprar el torneo masculino de Long Island (Nueva York) y fusionarlo con el evento femenino en New Haven. Este movimiento creó el primer gran torneo conjunto ATP-WTA, que condujo al US Open. El torneo siguió siendo un evento conjunto hasta 2011, cuando los eventos masculinos y femeninos se separaron y el torneo masculino se trasladó a Winston-Salem.

## Palmarés

### Individual masculino
| Año  | Campeón                                  | Subcampeón                               | Resultado                                |
| ---- | ---------------------------------------- | ---------------------------------------- | ---------------------------------------- |
| 1981 | Brian Teacher                            | Yannick Noah                             | 4-6, 6-3, 6-4                            |
| 1982 | Gene Mayer                               | Johan Kriek                              | 6-2, 6-3                                 |
| 1983 | Gene Mayer                               | Heinz Gunthardt                          | 6-7(9), 6-4, 6-0                         |
| 1984 | Ivan Lendl                               | Andrés Gómez                             | 6-2, 6-4                                 |
| 1985 | Ivan Lendl                               | Jimmy Connors                            | 6-1, 6-3                                 |
| 1986 | Ivan Lendl                               | John McEnroe                             | 6-2, 6-4                                 |
| 1987 | Jonas Svensson                           | David Pate                               | 7-6, 3-6, 6-3                            |
| 1988 | Andre Agassi                             | Yannick Noah                             | 6-3, 0-6, 6-4                            |
| 1989 | Ivan Lendl                               | Mikael Pernfors                          | 4-6, 6-2, 6-4                            |
| 1990 | Stefan Edberg                            | Goran Ivanišević                         | 7-6, 6-3                                 |
| 1991 | Ivan Lendl                               | Stefan Edberg                            | 6-3, 6-2                                 |
| 1992 | Petr Korda                               | Ivan Lendl                               | 6-2, 6-2                                 |
| 1993 | Marc Rosset                              | Michael Chang                            | 6-4, 3-6, 6-1                            |
| 1994 | Yevgeny Kafelnikov                       | Cédric Pioline                           | 5-7, 6-1, 6-2                            |
| 1995 | Yevgeny Kafelnikov                       | Jan Siemerink                            | 7-6(0), 6-2                              |
| 1996 | Andrei Medvedev                          | Martin Damm                              | 7-5, 6-3                                 |
| 1997 | Carlos Moyá                              | Patrick Rafter                           | 6-4, 7-6(1)                              |
| 1998 | Patrick Rafter                           | Félix Mantilla                           | 7-6(3), 6-2                              |
| 1999 | Magnus Norman                            | Àlex Corretja                            | 7-6(4), 4-6, 6-3                         |
| 2000 | Magnus Norman                            | Thomas Enqvist                           | 6-3, 5-7, 7-5                            |
| 2001 | Tommy Haas                               | Pete Sampras                             | 6-3, 3-6, 6-2                            |
| 2002 | Paradorn Srichaphan                      | Juan Ignacio Chela                       | 5-7, 6-2, 6-2                            |
| 2003 | Paradorn Srichaphan                      | James Blake                              | 6-2, 6-4                                 |
| 2004 | Lleyton Hewitt                           | Luis Horna                               | 6-3, 6-1                                 |
| 2005 | James Blake                              | Feliciano López                          | 3-6, 7-5, 6-1                            |
| 2006 | Nikolay Davydenko                        | Agustín Calleri                          | 6-4, 6-3                                 |
| 2007 | James Blake                              | Mardy Fish                               | 7-5, 6-4                                 |
| 2008 | Marin Čilić                              | Mardy Fish                               | 6-4, 4-6, 6-2                            |
| 2009 | Fernando Verdasco                        | Sam Querrey                              | 6-4, 7-6(6)                              |
| 2010 | Sergiy Stakhovsky                        | Denis Istomin                            | 3-6, 6-3, 6-4                            |
| 2011 | John Isner                               | Julien Benneteau                         | 4-6, 6-3, 6-4                            |
| 2012 | John Isner                               | Tomáš Berdych                            | 3-6, 6-4, 7-6(9)                         |
| 2013 | Jürgen Melzer                            | Gaël Monfils                             | 6-3, 2-1, ret.                           |
| 2014 | Lukáš Rosol                              | Jerzy Janowicz                           | 3-6, 7-6(3), 7-5                         |
| 2015 | Kevin Anderson                           | Pierre-Hugues Herbert                    | 6-4, 7-5                                 |
| 2016 | Pablo Carreño                            | Roberto Bautista                         | 6-7(8), 7-6(1), 6-4                      |
| 2017 | Roberto Bautista                         | Damir Džumhur                            | 6-4, 6-4                                 |
| 2018 | Daniil Medvédev                          | Steve Johnson                            | 6-4, 6-4                                 |
| 2019 | Hubert Hurkacz                           | Benoît Paire                             | 6-3, 3-6, 6-3                            |
| 2020 | No disputado por la pandemia de COVID-19 | No disputado por la pandemia de COVID-19 | No disputado por la pandemia de COVID-19 |
| 2021 | Ilya Ivashka                             | Mikael Ymer                              | 6-0, 6-2                                 |
| 2022 | Adrian Mannarino                         | Laslo Djere                              | 7-6(1), 6-4                              |
| 2023 | Sebastián Báez                           | Jiří Lehečka                             | 6-4, 6-3                                 |
| 2024 | Lorenzo Sonego                           | Alex Michelsen                           | 6-0, 6-3                                 |

### Dobles masculino
| Año  | Campeones                                | Subcampeones                             | Resultado                                |
| ---- | ---------------------------------------- | ---------------------------------------- | ---------------------------------------- |
| 1990 | Guy Forget Jakob Hlasek                  | Udo Riglewski Michael Stich              | 2–6, 6–3, 6–4                            |
| 1991 | Eric Jelen Carl-Uwe Steeb                | Doug Flach Diego Nargiso                 | 0–6, 6–4, 7–6                            |
| 1992 | Francisco Montana Greg Van Emburgh       | Gianluca Pozzi Olli Rahnasto             | 6–4, 6–2                                 |
| 1993 | Marc-Kevin Goellner David Prinosil       | Arnaud Boetsch Olivier Delaître          | 6–7, 7–5, 6–2                            |
| 1994 | Olivier Delaître Guy Forget              | Andrew Florent Mark Petchey              | 6–4, 7–6                                 |
| 1995 | Cyril Suk Daniel Vacek                   | Rick Leach Scott Melville                | 5–7, 7–6, 7–6                            |
| 1996 | Luke Jensen Murphy Jensen                | Hendrik Dreekmann Alexander Volkov       | 6–3, 7–6                                 |
| 1997 | Marcos Ondruska David Prinosil           | Mark Keil T.J. Middleton                 | 6–4, 6–4                                 |
| 1998 | Julian Alonso Javier Sánchez             | Brandon Coupe Dave Randall               | 6–4, 6–4                                 |
| 1999 | Olivier Delaître Fabrice Santoro         | Jan-Michael Gambill Scott Humphries      | 7–5, 6–4                                 |
| 2000 | Jonathan Stark Kevin Ullyett             | Jan-Michael Gambill Scott Humphries      | 6–4, 6–4                                 |
| 2001 | Jonathan Stark Kevin Ullyett             | Leoš Friedl Radek Štěpánek               | 6–1, 6–4                                 |
| 2002 | Mahesh Bhupathi Mike Bryan               | Petr Pála Pavel Vízner                   | 6–3, 6–4                                 |
| 2003 | Robbie Koenig Martín Rodríguez           | Martin Damm Cyril Suk                    | 6-3, 7-6                                 |
| 2004 | Antony Dupuis Michaël Llodra             | Yves Allegro Michael Kohlmann            | 6-2, 6-4                                 |
| 2005 | Gastón Etlis Martín Rodríguez            | Rajeev Ram Bobby Reynolds                | 6-4, 6-3                                 |
| 2006 | Jonathan Erlich Andy Ram                 | Mariusz Fyrstenberg Marcin Matkowski     | 6-3, 6-3                                 |
| 2007 | Mahesh Bhupathi Nenad Zimonjić           | Mariusz Fyrstenberg Marcin Matkowski     | 6-3, 6-3                                 |
| 2008 | Marcelo Melo André Sá                    | Mahesh Bhupathi Mark Knowles             | 7-5, 6-2                                 |
| 2009 | Julian Knowle Jürgen Melzer              | Bruno Soares Kevin Ullyett               | 6-4, 7-6(3)                              |
| 2010 | Robert Lindstedt Horia Tecău             | Rohan Bopanna Aisam-Ul-Haq Qureshi       | 6-4, 7-5                                 |
| 2011 | Jonathan Erlich Andy Ram                 | Christopher Kas Alexander Peya           | 7-6(2), 6-4                              |
| 2012 | Santiago González Scott Lipsky           | Pablo Andújar Leonardo Mayer             | 6-3, 4-6, [10-2]                         |
| 2013 | Daniel Nestor Leander Paes               | Treat Huey Dominic Inglot                | 7-6(10), 7-5                             |
| 2014 | Juan Sebastián Cabal Robert Farah        | Jamie Murray John Peers                  | 6-3, 6-4                                 |
| 2015 | Dominic Inglot Robert Lindstedt          | Eric Butorac Scott Lipsky                | 6-2, 6-4                                 |
| 2016 | Guillermo García-López Henri Kontinen    | Andre Begemann Leander Paes              | 4-6, 7-6(6), [10-8]                      |
| 2017 | Jean-Julien Rojer Horia Tecău            | Julio Peralta Horacio Zeballos           | 6-3, 6-4                                 |
| 2018 | Jean-Julien Rojer Horia Tecău            | James Cerretani Leander Paes             | 6-4, 6-2                                 |
| 2019 | Łukasz Kubot Marcelo Melo                | Nicholas Monroe Tennys Sandgren          | 6-7(6), 6-1, [10-3]                      |
| 2020 | No disputado por la pandemia de COVID-19 | No disputado por la pandemia de COVID-19 | No disputado por la pandemia de COVID-19 |
| 2021 | Marcelo Arévalo Matwé Middelkoop         | Ivan Dodig Austin Krajicek               | 6-7(5), 7-5, [10-6]                      |
| 2022 | Matthew Ebden Jamie Murray               | Hugo Nys Jan Zieliński                   | 6-4, 6-2                                 |
| 2023 | Nathaniel Lammons Jackson Withrow        | Lloyd Glasspool Neal Skupski             | 6-3, 6-4                                 |
| 2024 | Nathaniel Lammons Jackson Withrow        | Julian Cash Robert Galloway              | 6-4, 6-3                                 |